# صلح أباد (بجستان)
صلح أباد (بالفارسية: صلح‌آباد) هي قرية تقع في إيران في قسم بجستان الريفي. يقدر عدد سكانها بـ 275 نسمة .